# Задніпровський Назар Олександрович
Наза́р Олекса́ндрович Задніпро́вський (нар. 9 листопада 1975 року, м. Київ, УРСР) — український актор театру, кіно та дубляжу. Заслужений артист України (2007), Народний артист України (2017).

## Життєпис

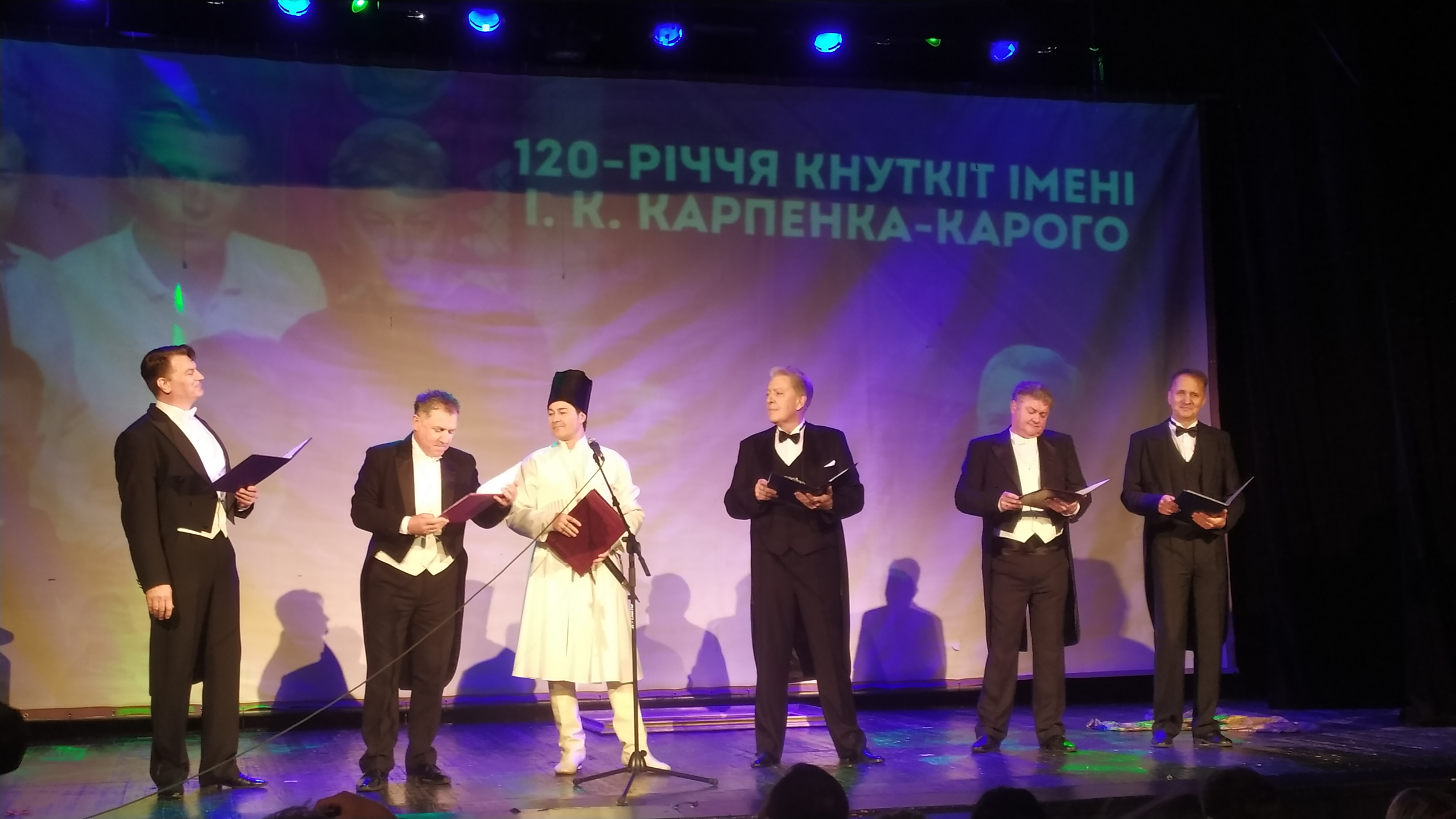
Актори театру імені Івана Франка на святкуванні 120-річчя КНУТКіТ імені І. К. Карпенка-Карого, листопад 2024 року; Назар Задніпровський — п'ятий ліворуч

Народився у Києві в акторській родині. Є сином Леся Задніпровського, онуком Михайла Задніпровського та Юлії Ткаченко, правнуком Семена Ткаченка.
1996 року — закінчив акторський факультет Київського інституту театрального мистецтва імені Івана Карпенка-Карого (майстерня Б. П. Ставицького).
З 1997 року — актор Національного академічного драматичного театру імені Івана Франка.
З 2009 року брав участь у телешоу Велика різниця по-українськи.
З 2012 року — актор-ведучий шоу «Добрий вечір» на телеканалі «1+1».

## Ролі у театрі
Національний академічний драматичний театр імені Івана Франка
- Стьопочка («Мартин Боруля» І. Карпенка-Карого)
- Ракітін («Брати Карамазови» за Ф. Достоєвським)
- Валент («Адвокат Мартіан» Лесі Українки)
- Добчинський («Ревізор» М. Гоголя)
- Прозоров («Три сестри» А. Чехова)
- Бйонделло («Приборкання норовливої» В. Шекспіра)
- Ґустав («Бал злодіїв» Ж. Ануя)
- Циліндр («Кін IV» Г. Горіна)
- Мотл («Тев'є-Тевель» Шолом-Алейхема)
- Де Квадра («Віват, королево!» Р. Болта)
- Леоніда Папагатто («Моя професія — синьйор з вищого світу»)
- Никодим Дизма («Кар'єра Никодима Дизми»)
- 2023 — «Конотопська відьма» за однойменною повістю Григорія Квітки-Основ'яненка; реж. Іван Уривський — Забрьоха
- 2023 — «Загнаний кінь» Франсуази Саган; реж. Дмитро Чирипюк — Хемфрі Дертон

## Фільмографія

### Кіно
- 1994 — Дорога на Січ — Панько
- 2018 — Скажене весілля — Василь Середюк
- 2019 — Скажене весілля 2 — Василь Середюк
- 2021 — Скажене весілля 3 — Василь Середюк
- 2025 — Батьківські збори

### Телебачення
- 1998 — Пристрасть — Семен
- 2004 — Плакальщик, або Новорічний детектив — Загорулько
- 2005 — Весела хата
- 2005 — Леся+Рома — лікар
- 2006 — Кактус та Олена — Пастухов
- 2006 — Утесов — Ярославцев
- 2008 — Зачароване кохання  — мєнт
- 2013 — В мережі
- 2013 — Вже який день
- 2013—2014 — Великі почуття
- 2013—2015 — Останній із Магикян — Назар
- 2014 — Чарлі — співробітник прийому тварин
- 2015 — Останній москаль — Штефан
- 2015—2019 — Слуга народу — Назар Добривечір
- 2017 — Догори дриґом
- 2017 — Той, хто не спить — капітан поліції
- 2018—і по сьогодні — Будиночок на щастя — Вася
- 2019 — Великі Вуйки — Штефко
- 2020 — Найкращий сищик

## Дублювання
- 1961 — 101 далматинець — епізоди (дубляж, AdiozProduction Studio)
- 2002 — Корпорація монстрів — Майк Вазовський (дубляж, AdiozProduction Studio)
- 2006 — Дика природа — Найджел (дубляж, AdiozProduction Studio)
- 2009 — Тільки для закоханих — Джої (дубляж, Le Doyen)
- 2010 — Мегамозок — Титан (дубляж, Le Doyen)
- 2010 — Заплутана історія — Лорд Джемі (дубляж, Le Doyen)
- 2011 — Тачки 2 — Майлз Баксельрод (дубляж, Le Doyen)
- 2012 — Мадагаскар 3 — Стефано (дубляж, Le Doyen)
- 2012 — Люди в чорному 3 — Джеффрі Прайс (дубляж, Le Doyen)
- 2017 — Шерлок Гномс — Ватсон

| Рік  | назва                                | оригінальна назва                                | роль                        | примітки                    |
| ---- | ------------------------------------ | ------------------------------------------------ | --------------------------- | --------------------------- |
| 2013 | Університет монстрів                 | Monsters University                              | Майк Вазовський             |                             |
| 2013 | Турбо                                | Turbo                                            | Тіто                        |                             |
| 2013 | Це кінець                            | This Is the End                                  | Джона Гілл                  |                             |
| 2014 | Маппети 2                            | Muppets Most Wanted                              | Ведмедик Фоззі              |                             |
| 2014 | Шалений патруль                      | Ride Along                                       |                             | Додатковий Акторський Склад |
| 2014 | Мачо і ботан 2                       | 22 Jump Street                                   | Шміт                        |                             |
| 2014 | Вартові галактики                    | Guardians of the Galaxy                          | єнот Ракета                 |                             |
| 2014 | Літачки: Рятувальний загін           | Planes: Fire & Rescue                            | Вітрильник                  |                             |
| 2014 | Книга життя                          | The Book of Life                                 | Пепе                        |                             |
| 2014 | Лють                                 | Fury                                             | Тріні «Гордо» Гарсія        |                             |
| 2015 | Весільний майстер                    | The Wedding Ringer                               | Даг Гарріс                  |                             |
| 2015 | Нарешті вдома                        | Home                                             |                             |                             |
| 2015 | Думками навиворіт                    | Inside Out                                       | Бінґо-Бонґо                 |                             |
| 2015 | Третій зайвий 2                      | Ted 2                                            | Тед                         |                             |
| 2015 | Людина-мураха                        | Ant-Man                                          | Луїс                        |                             |
| 2015 | Монстри на канікулах 2               | Hotel Transylvania 2                             | мумія Мюррей                |                             |
| 2016 | Хто в домі тато                      | Daddy's Home                                     | Ґріф                        |                             |
| 2016 | Сестри                               | Sisters                                          | Алекс                       |                             |
| 2016 | Зоотрополіс                          | Zootopia                                         | пан Велет                   |                             |
| 2016 | Angry Birds у кіно                   | The Angry Birds Movie                            | Суддя Клюволап              |                             |
| 2016 | Підлітки-мутанти черепашки-ніндзя 2  | Teenage Mutant Ninja Turtles: Out of the Shadows |                             | Додатковий Акторський Склад |
| 2016 | Секрети домашніх тварин              | The Secret Life of Pets                          | мопс Мотя                   |                             |
| 2016 | Хлопці зі стволами                   | War Dogs                                         | Ефраїм Діверолі             |                             |
| 2016 | Лелеки                               | Storks                                           | голуб Тоді                  |                             |
| 2016 | Прихована краса                      | Collateral Beauty                                | Саймон                      |                             |
| 2017 | Бебі бос                             | The Boss Baby                                    | Бебі Босс                   |                             |
| 2017 | Каліфорнійський дорожній патруль     | CHiPs                                            | Джон Бейкер                 |                             |
| 2017 | Вартові галактики 2                  | Guardians of the Galaxy Vol. 2                   | єнот Ракета                 |                             |
| 2017 | Трансформери: Останній лицар         | Transformers: The Last Knight                    | Могавк                      |                             |
| 2018 | Складки часу                         | A Wrinkle in Time                                | Червоний                    |                             |
| 2018 | Месники: Війна нескінченності        | Avengers: Infinity War                           | єнот Ракета                 |                             |
| 2018 | Людина-мураха та Оса                 | Ant-Man and the Wasp                             | Луїс                        |                             |
| 2018 | Людина-павук: Навколо всесвіту       | Spider-Man: Into the Spider-Verse                | Пітер Паркер / Людина-павук |                             |
| 2019 | Месники: Завершення                  | Avengers: Endgame                                | єнот Ракета                 |                             |
| 2019 | Секрети домашніх тварин 2            | The Secret Life of Pets 2                        | Мотя                        |                             |
| 2019 | Король Лев                           | The Lion King                                    | Пумба                       |                             |
| 2020 | Погані хлопці назавжди               | Bad Boys for Life                                | Маркус Барнет               |                             |
| 2021 | Монстри на канікулах 4               | Hotel Transylvania 4: Transformania              | Мюрей                       |                             |
| 2022 | Тор: Любов і грім                    | Thor: Love and Thunder                           | єнот Ракета                 |                             |
| 2022 | Оні: Легенда про Богиню грому        | Oni: Thunder God's Tale                          | Путаро                      |                             |
| 2022 | Коза Ностра. Мама їде                | Koza Nostra                                      |                             |                             |
| 2023 | Ваші і наші                          | You People                                       | Езра                        |                             |
| 2023 | Вартові галактики 3                  | Guardians of the Galaxy Vol. 3                   | єнот Ракета                 |                             |
| 2023 | Людина-павук: Крізь Всесвіт          | Spider-Man: Across the Spider-Verse              | Пітер Паркер / Людина-павук |                             |
| 2024 | Моя геройська академія: Ти наступний | My Hero Academia: You're Next                    | Ііда Тенья                  |                             |

### Реклама
- 2021 — Промоційне відео знижок на Rozetka.ua від агенції «Fedoriv Agency» — чоловік / жінка / кіт[3]